# PRIX индекс

## Определение
PRIX (от англ. Political Risk for Oil Exports Index) — финансовый индекс, прогнозирующий поставки нефти на мировой рынок путём вычисления политических рисков крупнейших стран-экспортёров. Индекс PRIX основан на методологии, используемой индексами менеджеров по снабжению (Индекс деловой активности). Полное теоретическое ранжирование индекса находится в плоскости значений от 0 до 100.
Индексный показатель 50 означает, что экспорт нефти останется неизменным. Показатель выше 50 означает, что политические события приведут к повышению экспорта; показатель ниже 50 - экспорт нефти будет сокращен. Чем дальше значение индекса от 50, тем более высока вероятность изменений в объеме экспортируемой нефти, и, соответственно, тем выше вероятность того, что эти изменения окажут влияние на мировые цены на нефть. Однако, на практике общий показатель индекса обычно колеблется в пределах 50 и не выходит за рамки 40–60.

## Как получают индекс
Индекс основывается на оценке 250 аналитиков, где каждый эксперт дает свою оценку по одной из 20 стран — крупнейших мировых экспортеров нефти. На основании этих оценок рассчитывается показатель индекса для каждой страны в отдельности. Далее показатель каждой страны соотносится с её общим объемом экспорта для того, чтобы вывести единый, взвешенный, глобальный показатель, позволяющий обобщить все политические риски для мирового нефтяного рынка в течение следующих трех месяцев.
При выработке индекса отвечают на вопрос: могут ли политические события в стране привести к «сокращению», «неизменности» или «повышению» экспорта нефти из этой страны в течение следующих трех месяцев? Формула диффузного индекса (показатель, отражающий восприятие отдельными участниками происходящих в экономике процессов тех изменений, которые носят как позитивный, так и негативный характер) используется для обработки ответов аналитиков: INDEX = (P1*1) + (P2*0.5) + (P3*0), где: P1 = процентное число аналитиков, которые предвидят, что политические события окажут влияние и приведут к росту экспорта нефти из страны; P2 = процентное число аналитиков, которые считают, что политические события не окажут влияния и объем экспорта нефти останется неизменным; P3 = процентное число аналитиков, которые предвидят, что политические события приведут к сокращению экспорта нефти.

## Что нужно чтобы войти в состав аналитиков
Обязательным требованием к каждому аналитику является владение широкими экспертными знаниями по той стране, специалистами по которой они выступают. Аналитики представляют различные сферы деятельности и имеют разный профессиональный опыт, но при этом все они должны находиться в стране, по которой они дают оценку.
В некоторых случаях они могут находиться и за пределами страны, однако в этом случае они должны говорить на местном языке, часто посещать эту страну и внимательно следить за развитием политической ситуации в ней.
Колебания в экспорте нефти являются важным компонентом при формировании мировой цены на нефть. Таким образом, индекс PRIX помогает определить возможные траектории развития мировых цен на нефть. Однако, не только политические риски, но также и другие факторы оказывают влияние на глобальный баланс спроса и предложения на нефть, а также на формирование её цены.
Индекс сам по себе не предсказывает развитие цены на нефть, так как он не охватывает многие экономические и технологические процессы, влияющие на ценообразование, но он может служить в качестве одного из компонентов формирования этой цены.
Результаты индекса были впервые опубликованы в январе 2015 года. Индекс обновляется ежеквартально, а его результаты находятся в свободном доступе на веб-сайте prixindex.net и твиттере. Индекс является независимым; институты, компании или правительства не владеют правами на него.